# Galloway (äpple)
Galloway är en äppelsort med gul, ibland mattröd färg, och bruna prickar. Sorten räknas till gruppen Borsdorferrenetter. Galloway är triploid.[källa behövs] Äpplet passar bra i köket. Blomningen är medelsen, och äpplet pollineras av bland andra Cox Orange, Ecklinville, Eldrött Duväpple, Filippa, Guldparmän, Gul Richard, James Grieve, Maglemer, Ontario, Signe Tillisch, Stenbock, och Transparente de Croncels. I Sverige odlas Galloway gynnsammast i zon I-II och III. C-vitamin 7mg/100gram, syra 0,96%, socker 13,6%.
Sorten såldes av Ramlösa Plantskola år 1922–1942.